# Генрік Зеттерберг
Генрік Зеттерберг (швед. Henrik Zetterberg, нар. 9 жовтня 1980, Нюрунда) — шведський хокеїст, що грав на позиції центрального нападника або крайнього нападника. Виступав за збірну команду Швеції.

## Ігрова кар'єра
Кар'єру розпочав у спортивному клубі Нюрунда. У вісімнадцятирічному віці дебютує в основному складі клубу «Тімро», який на той час виступав у другому дивізіоні Швеції. 
Європейський скаут «Детройт Ред-Вінгс» Гокан Андерссон звернув увагу на Генріка під час одного з турнірів у Фінляндії, завдяки чому він був обраний «червоними крилами» в сьомому раунді Драфту НХЛ під 210 номером. Незважаючи на це Зеттерберг ще три сезони відіграв за «Тімро» вивівши  клуб до Елітсерії.
10 жовтня 2002 відбувся дебют у НХЛ на Джо-Луїс-арена в матчі проти «Сан-Хосе Шаркс». Загалом у своєму першому сезоні провів 79 матчів, набрав 44 очка (22+22). Другий свій сезон провів на рівні торішнього 61 гра, 43 очка (15+28). Під час локауту 2004/05 сезонів виступав за «Тімро».  
У сезоні 2005/06 Зеттерберг став справжньою зіркою «Ред-Вінгс», а також асистентом капітана команди Стіва Айзермана. Разом із Томасом Гольмстремом, Мікаелем Самуельссоном, Нікласом Лідстремом та Нікласом Кронваллем склали «шведську п'ятірку». Ця п'ятірка внесе чималий вклад у перемогу шведів на Зимовій Олімпіаді 2006 року.
2007 року, він вперше потрапляє до списку учасників матчу всіх зірок. 8 лютого того ж року закидає свою соту шайбу в НХЛ у матчі проти «Фінікс Койотс», а 17 лютого також у матчі проти «Фінікс Койотс» зробив свій перший хет-трик.
У 16 матчах поспіль сезону 2007/08 закидає шайби в ворота суперників, побивши рекорд 1960 року встановлений Нормом Ульманом — 14 матчів поспіль. У тому ж сезоні здобув у складі «червоних крил» Кубок Стенлі.
В останній день сезону 2008/09 Генрік погодився на новий контракт з «Ред-Вінгс», правда цього разу «крила» прогали фінал «Піттсбург Пінгвінс».
Незважаючи на не досить вдалий, як для нападника старт сезону 2009/10, 14 листопада 2009 записує до свого активу черговий вже четвертий хет-трик у матчі проти «Анагайм Дакс».
Сезон 2010/11 провів у новій ланці разом з Валттері Фільппула та Їржі Гудлером. 
15 січня 2013 став капітаном «Ред-Вінгс» проте отримавши травму спини на Зимовій Олімпіаді 2014, пропустив два місяці сезону. Відігравши в плей-оф лише два матчі та відмовився виступати за збірну на чемпіонаті світу 2014 для подальшого відновлення сил після травми спини.
6 листопада 2015 Генрік закинув свою 300-ту шайбу в кар'єрі в ворота Джеймса Реймера («Торонто Мейпл-Ліфс»). Також він став п'ятим гравцем в історії «червоних крил», що набрали 800 очок.
9 квітня 2017 провів 1,000-й матч в НХЛ.
Завершив кар'єру по завершенні сезону 2017/18.

## Національна збірна
У складі національної збірної Зеттерберг став один чемпіоном світу, один раз срібним призером та двічі вигравав бронзов медалі. В його активі також одна золота Олімпійська нагорода Турина 2006 та срібна медаль у Сочі 2014.

## Нагороди та досягнення
- Учасник матчу усіх зірок НХЛ — 2007, 2008.
- Друга команда всіх зірок НХЛ — 2008.
- Володар Кубка Стенлі в складі «Детройт Ред-Вінгс» — 2008.
- Приз Конна Сміта — 2008.
- Приз Кінга Кленсі — 2008.

## Статистика

### Клубні виступи
| Сезон           | Клуб                | Ліга            | Регулярна першість | Регулярна першість | Регулярна першість | Регулярна першість | Регулярна першість | Плей-оф | Плей-оф | Плей-оф | Плей-оф | Плей-оф |
| Сезон           | Клуб                | Ліга            | І                  | Г                  | П                  | О                  | ШХ                 | І       | Г       | П       | О       | ШХ      |
| --------------- | ------------------- | --------------- | ------------------ | ------------------ | ------------------ | ------------------ | ------------------ | ------- | ------- | ------- | ------- | ------- |
| 1997–98         | «Тімро»             | Швеція-2        | 16                 | 1                  | 2                  | 3                  | 4                  | 4       | 0       | 1       | 1       | 0       |
| 1998–99         | «Тімро»             | Швеція-2        | 37                 | 15                 | 13                 | 28                 | 2                  | 4       | 2       | 1       | 3       | 2       |
| 1999–00         | «Тімро»             | Швеція-2        | 42                 | 20                 | 14                 | 34                 | 20                 | 10      | 10      | 4       | 14      | 4       |
| 2000–01         | «Тімро»             | Елітсерія       | 47                 | 15                 | 31                 | 46                 | 24                 | —       | —       | —       | —       | —       |
| 2001–02         | «Тімро»             | Елітсерія       | 48                 | 10                 | 22                 | 32                 | 20                 | —       | —       | —       | —       | —       |
| 2002–03         | «Детройт Ред-Вінгс» | НХЛ             | 79                 | 22                 | 22                 | 44                 | 8                  | 4       | 1       | 0       | 1       | 0       |
| 2003–04         | «Детройт Ред-Вінгс» | НХЛ             | 61                 | 15                 | 28                 | 43                 | 14                 | 12      | 2       | 2       | 4       | 4       |
| 2004–05         | «Тімро»             | Елітсерія       | 50                 | 19                 | 31                 | 50                 | 24                 | 7       | 6       | 2       | 8       | 2       |
| 2005–06         | «Детройт Ред-Вінгс» | НХЛ             | 77                 | 39                 | 46                 | 85                 | 30                 | 6       | 6       | 0       | 6       | 2       |
| 2006–07         | «Детройт Ред-Вінгс» | НХЛ             | 63                 | 33                 | 35                 | 68                 | 36                 | 18      | 6       | 8       | 14      | 12      |
| 2007–08         | «Детройт Ред-Вінгс» | НХЛ             | 75                 | 43                 | 49                 | 92                 | 34                 | 22      | 13      | 14      | 27      | 16      |
| 2008–09         | «Детройт Ред-Вінгс» | НХЛ             | 77                 | 31                 | 42                 | 73                 | 36                 | 23      | 11      | 13      | 24      | 13      |
| 2009–10         | «Детройт Ред-Вінгс» | НХЛ             | 74                 | 23                 | 47                 | 70                 | 26                 | 12      | 7       | 8       | 15      | 6       |
| 2010–11         | «Детройт Ред-Вінгс» | НХЛ             | 80                 | 24                 | 56                 | 80                 | 40                 | 7       | 3       | 5       | 8       | 2       |
| 2011–12         | «Детройт Ред-Вінгс» | НХЛ             | 82                 | 22                 | 47                 | 69                 | 47                 | 5       | 2       | 1       | 3       | 4       |
| 2012–13         | «Цуг»               | НЛА             | 23                 | 16                 | 16                 | 32                 | 20                 | —       | —       | —       | —       | —       |
| 2012–13         | «Детройт Ред-Вінгс» | НХЛ             | 46                 | 11                 | 37                 | 48                 | 18                 | 14      | 4       | 8       | 12      | 8       |
| 2013–14         | «Детройт Ред-Вінгс» | НХЛ             | 45                 | 16                 | 32                 | 48                 | 20                 | 2       | 1       | 1       | 2       | 0       |
| 2014–15         | «Детройт Ред-Вінгс» | НХЛ             | 77                 | 17                 | 49                 | 66                 | 32                 | 7       | 0       | 3       | 3       | 8       |
| 2015–16         | «Детройт Ред-Вінгс» | НХЛ             | 82                 | 13                 | 37                 | 50                 | 24                 | 5       | 1       | 0       | 1       | 4       |
| 2016–17         | «Детройт Ред-Вінгс» | НХЛ             | 82                 | 17                 | 51                 | 68                 | 22                 | —       | —       | —       | —       | —       |
| 2017–18         | «Детройт Ред-Вінгс» | НХЛ             | 82                 | 11                 | 45                 | 56                 | 14                 | —       | —       | —       | —       | —       |
| НХЛ разом       | НХЛ разом           | НХЛ разом       | 1,082              | 337                | 623                | 960                | 401                | 137     | 57      | 63      | 120     | 79      |
| Елітсерія разом | Елітсерія разом     | Елітсерія разом | 145                | 44                 | 84                 | 128                | 68                 | 7       | 6       | 2       | 8       | 2       |

### Збірна
| Рік                | Команда            | Турнір             | Результат          | І  | Г  | П  | О  | ШХ |
| ------------------ | ------------------ | ------------------ | ------------------ | -- | -- | -- | -- | -- |
| 1998               | Швеція             | ЮЧЄ                |                    | 6  | 2  | 1  | 3  | 4  |
| 2000               | Швеція             | МЧС                | 5-те               | 7  | 3  | 2  | 5  | 8  |
| 2001               | Швеція             | ЧС                 |                    | 9  | 1  | 3  | 4  | 2  |
| 2002               | Швеція             | ОІ                 | 5-те               | 4  | 0  | 1  | 1  | 0  |
| 2002               | Швеція             | ЧС                 |                    | 9  | 0  | 7  | 7  | 4  |
| 2003               | Швеція             | ЧС                 |                    | 9  | 3  | 4  | 7  | 2  |
| 2004               | Швеція             | Кубок світу        | 5-те               | 4  | 1  | 1  | 2  | 4  |
| 2005               | Швеція             | ЧС                 | 4-те               | 9  | 2  | 4  | 6  | 4  |
| 2006               | Швеція             | ОІ                 |                    | 8  | 3  | 3  | 6  | 0  |
| 2006               | Швеція             | ЧС                 |                    | 8  | 2  | 3  | 5  | 6  |
| 2010               | Швеція             | ОІ                 | 5-те               | 4  | 1  | 0  | 1  | 2  |
| 2012               | Швеція             | ЧС                 | 6-те               | 8  | 3  | 12 | 15 | 4  |
| 2014               | Швеція             | ОІ                 |                    | 1  | 1  | 0  | 1  | 0  |
| Молодіжна збірна   | Молодіжна збірна   | Молодіжна збірна   | Молодіжна збірна   | 13 | 5  | 3  | 8  | 12 |
| Національна збірна | Національна збірна | Національна збірна | Національна збірна | 73 | 17 | 38 | 55 | 28 |